# Paul Pogba
Paul Labile Pogba (sinh ngày 15 tháng 3 năm 1993) là một cầu thủ bóng đá chuyên nghiệp người Pháp hiện đang thi đấu cho câu lạc bộ Ligue 1 Monaco ở vị trí tiền vệ.
Pogba bắt đầu sự nghiệp chơi bóng đá nghiệp dư của mình cho câu lạc bộ địa phương, vụ chuyển nhượng đã gây tranh cãi khi câu lạc bộ cũ của anh đòi tố cáo câu lạc bộ Anh về quyền sử dụng cầu thủ. Hai người anh trai của Pogba là Florentin và Mathias, cũng là cầu thủ bóng đá và hiện đang lần lượt chơi cho Atlanta United và Manchego.
Pogba là một cầu thủ bóng đá trẻ quốc tế của Pháp ở cấp độ U16, U17 và U18. Ở đội tuyển U16 quốc gia, anh mang băng đội trưởng và đã cùng đội tuyển vô địch Aegean Cup và Tournio du Val-de-Marne. Ở cấp U17, anh được thi đấu tại giải vô địch U17 bóng đá châu Âu tổ chức vào năm 2010. Ở cấp độ đội tuyển quốc gia, anh được triệu tập tham dự World Cup 2014, Euro 2016, World Cup 2018 và Euro 2020.

## Gia đình
Pogba là người theo đạo Hồi. Anh có hai người anh trai, Florentin và Mathias đều là cầu thủ bóng đá nhưng chơi cho Đội tuyển bóng đá quốc gia Guinea.

## Sự nghiệp câu lạc bộ

### Sự nghiệp trẻ
Pogba sinh tại Lagny-sur-Marne, một xã miền đông ngoại ô Paris. Anh bắt đầu chơi bóng lúc 6 tuổi tại US Roissy-en-Brie, cách một vài dặm về phía nam nơi anh sống. Anh đã trải qua bảy mùa ở câu lạc bộ trước khi đến US Torcy, tại đây anh được giao cho chiếc băng đội trưởng đội U13. Sau một năm ở US Torcy, Pogba chơi cho Le Havre. Lần thứ hai tại câu lạc bộ, Pogba làm đội trưởng đội U16 mà khi đã hoàn thành lần này để đến RC Lens ở bảng A tại giải vô địch U-16 quốc gia. Anh cũng bắt đầu nổi tiếng như một cầu thủ trẻ quốc tế của đất nước mình. Thành tích trong nước và quốc tế của Pogba đã gây sự chú ý cho câu lạc bộ nước Anh Arsenal và Liverpool, cũng như câu lạc bộ nước Ý Juventus.

#### Manchester United
Vào ngày 31 tháng 7 năm 2009, Pogba được báo rằng mình sẽ rời khỏi Le Havre để đến lò đào tạo trẻ của Manchester United ở Anh. Động thái bất ngờ của cha mẹ anh vì nó được cho là đã có một "thỏa thuận ngầm" với Pogba, được sự đồng ý của không chỉ các cầu thủ, mà còn cha mẹ của mình trong năm 2006. Các thỏa thuận, được đặt cho đến khi kết thúc mùa giải 2009-10 được Le Havre để ký kết Pogba với để đăng ký Pogba vào loại tiếp tục (trẻ) hợp đồng một khi cầu thủ đòi tuổi cụ thể và điều kiện rộng hơn. Vào ngày 1 tháng 8, Le Havre đã đăng tin chỉ trích Manchester United và gia đình Pogba trên website của đội. Le Havre cũng công khai ý định nhờ FIFA điều tra việc này. Phản ứng lại cáo buộc của Le Havre, Manchester United dọa kiện lại Le Havre, trong khi Pogba phủ nhận mình đã rời bỏ Le Havre vì lý do tiền bạc. Le Havre cũng bị cáo buộc bởi câu lạc bộ cũ của Pogba Torcy về việc sử dụng thủ đoạn tương tự Manchester United nhằm mục đích để có được Pogba từ lò đào tạo trẻ. Cùng ngày của Pogba thông báo ra đi đến Anh, Torcy phát hành một thông cáo trên trang web chính thức của mình chỉ trích tố cáo của Le Havre "Chúng tôi sẽ không sử dụng từ " ăn cắp ", nhưng các nhà tuyển dụng của Le Havre đã hành động theo cách tương tự với câu lạc bộ ở Torcy". Câu lạc bộ trích lời chấp thuận của Le Havre về việc cho phép Pogba ký một giấy phép nghiệp dư với câu lạc bộ mà không thông báo lý do với Torcy.
Ngày 7 tháng 10, Manchester United đã được xử trắng án vì phán quyết sai lầm của thẩm phán được bổ nhiệm bởi FIFA, thẩm phán tuyên bố rằng Pogba đã không còn hợp đồng với Le Havre. Mặc dù có quyền đề đơn kháng cáo, ngày 18 tháng sáu, 2010, quan chức Le Havre xác nhận rằng câu lạc bộ đã đạt được thỏa thuận với Manchester United để chuyển nhượng Pogba. Các điều khoản của thỏa thuận đều được giữ kín.
Pogba được chuyển nhượng hoàn tất đến Manchester United vào ngày 6 tháng 10 năm 2009 và ra mắt với đội U18 trong trận thắng Crewe Alexandra với tỉ số 2-1 vào ngày 10 tháng 10. Kết thúc mùa giải 2009-2010 U18, anh đã có 19 pha kiến tạo và 7 bàn thắng. Đội bóng kết thúc ở vị trí nhóm đầu, nhưng thua 5-3 trên chấm 11m trước Học viện Arsenal trong trận playoff ở bán kết. Vào tháng 4 năm 2010, Pogba là một thành viên của đội U18 đã bảo vệ thành công danh hiệu của mình tại Calcio Memorial Claudio Sassi-Sassuolo tại Bologna, Ý. Trong mùa giải 2010-11, Pogba vẫn chơi đội câu lạc bộ của học viện tại Premier Academy League. Vào ngày 10 tháng 1 năm 2011, tại FA Youth Cup, Pogba đã ghi bàn từ một cú sút xa, được tả như là "một cú sấm sét", trong chiến thắng 3-2 của đội bóng trước Portsmouth. Chiến thắng đã giúp đội để tiến vào vòng tứ kết của giải. Tháng hai năm 2011, Pogba ghi một bàn thắng tương tự trong trận thắng 3-2 trước West Brom. Ngày 20 tháng hai, anh là một trong bốn cầu thủ học viện nhận được một suất đá ở đội hình A từ huấn luyện viên Alex Ferguson trước trận đấu của Manchester United gặp Wolverhampton Wanderers vào ngày 22 tháng Hai. Pogba đã được giao cho chiếc áo số 42.

### Juventus

#### 2012-2014: Lên đỉnh Serie A
Vào ngày 3 tháng 7 năm 2012, huấn luyện viên Alex Ferguson xác nhận rằng Pogba đã rời câu lạc bộ sau khi không ký hợp đồng mới. Ferguson nói rằng Pogba đã ký hợp đồng với đội bóng Juventus ở Ý "một thời gian dài trước đây theo như chúng tôi biết." Ferguson cũng cáo buộc Pogba không tôn trọng Manchester United "Thật đáng thất vọng. Tôi không nghĩ anh ấy đã cho chúng tôi thấy sự tôn trọng nào cả, thành thật mà nói. Tôi rất hạnh phúc nếu họ [những cầu thủ bóng đá] thực hiện theo cách đó, họ có lẽ tốt hơn nên làm điều đó khỏi chúng ta. "Ngày 27/7, Juventus xác nhận trên trang web chính thức của họ rằng Pogba đã trải qua kiểm tra y tế tại câu lạc bộ, và việc chuyển giao được hoàn thành vào ngày 3 tháng Tám, khi ông ký hợp đồng bốn năm. ]Anh xuất hiện lần đầu tiên cho Juventus trong một trận giao hữu trước mùa giải với Benfica ở Geneva vào ngày 1 tháng 8, vào thay thế cho Andrea Pirlo phút 78.
Pogba xuất hiện lần đầu với Juventus tại Serie A với Chievo vào ngày 22 tháng 9 năm 2012, nơi anh đã chơi trọn vẹn 90 phút. Vào ngày 2 tháng 10, Pogba xuất hiện lần đầu tiên tại UEFA Champions League trong trận hòa 1-1 trên sân nhà trước Shakhtar Donetsk, và vào ngày 20 tháng 10, Pogba ghi bàn thắng đầu tiên cho câu lạc bộ trong chiến thắng 2–0 qua Napoli. Vào ngày 31 tháng 10, anh bắt đầu đấu với Bologna và ghi bàn thắng quyết định trong chiến thắng 2–1. Pogba cũng góp phần vào bàn mở tỉ số của Fabio Quagliarella. Tiền vệ này sau đó đã được ca ngợi cho màn trình diễn của anh trong trận đấu trên một số trang báo truyền thông Ý như la Repubblica, Il Messaggero và La Gazzetta dello Sport.
Vào ngày 5 tháng 5 năm 2013, Pogba đã bị đuổi khỏi sân khi khạc nhổ đối thủ sau khi bị tát vào mặt. Vào ngày 18 tháng 8, Pogba là nhân vật chính trong chiến thắng 4–0 của Juventus trước Lazio, trận đấu giúp Juventus có Siêu cup Ý năm 2013. Trong trận đấu, Pogba thay thế Claudio Marchisio và ghi bàn thắng đầu tiên của trận đấu; anh được bầu là Man of the Match. Vào tháng 12, Pogba đạt giải Golden Boy năm 2013 cho cầu thủ dưới 21 tuổi xuất sắc nhất châu Âu.

#### 2014–2016: Thành công trong nước và Chung kết Champions League đầu tiên
Vào tháng 1 năm 2014, Pogba được The Guardian vinh danh là một trong 10 cầu thủ trẻ triển vọng nhất châu Âu. Vào ngày 20 tháng 2, Pogba đã ghi bàn thắng đầu tiên của mình khi Juventus đánh bại Trabzonspor 2–0 ở trận lượt đi vòng 32 đội của UEFA Europa League 2013–14. Vào ngày 14 tháng 4, Pogba đã kiến tạo trong chiến thắng 2–0 của Juventus trước Udinese, đội mà Pogba ghi hai bàn thắng tuyệt vời mùa trước. Tuần sau đó, Pogba đã ghi bàn thắng duy nhất trong chiến thắng 1–0 của Juventus trước Bologna. Pogba cũng được bầu chọn là cầu thủ hay nhất của trận đấu cho màn trình diễn. Anh là cầu thủ chủ lực của Juventus, xuất hiện 51 trận ghi 9 bàn, mùa đó anh cùng Juventus giành Scudetto thứ hai liên tiếp dưới sự dẫn dắt của Antonio Conte, và lọt tới vòng bán kết của Europa League.
Vào ngày 20 tháng 9, dưới sự dẫn dắt của HLV mới Massimiliano Allegri, Pogba đã góp phần vào chiến thắng của Juventus trước Milan bằng cách kiến tạo bàn duy nhất cho Carlos Tevez. Cuối tháng đó, vào ngày 18 tháng 10, Pogba đã cứu Juventus khỏi thất bại trước Sassuolo bằng cách ghi bàn cân bằng quyết định; sau đó anh đạt danh hiệu Man of the Match. Vào ngày 4 tháng 11, khi anh có trận thứ 100 với câu lạc bộ, Pogba ghi bàn thắng thứ ba của Juventus vào lưới Olympiacos ở Champions League, giúp họ giành chiến thắng, đây là bàn thắng đầu tiên của anh tại Champions League. Vào ngày 22 tháng 11, anh ghi được cú đúp đầu tiên trong chiến thắng 3-0 trước Lazio tại Stadio Olimpico ở Rome.Vào ngày 28 tháng 10, Pogba được vinh danh là một trong 23 ứng cử viên lọt vào danh sách cho giải Ballon d'Or 2014; ở tuổi 21, anh là cầu trẻ nhất được đưa vào danh sách. Năm 2014, Pogba được trao giải Bravo Award, do tạp chí thể thao Ý Il Guerin Sportivo trao tặng, được trao cho cầu thủ U23 hay nhất tại các giải đấu hàng đầu châu Âu.
Vào ngày 11 tháng 1 năm 2015, Pogba giúp Juventus giành chiến thắng đầu tiên trước Napoli tại Stadio San Paolo trong 14 năm khi anh ghi bàn giúp Juventus đánh bại Napoli 1-3. Ngày 15 tháng 1, anh ghi bàn thắng đầu tiên tại Coppa Italia khi Juventus đánh bại Verona 6–1 ở vòng 16 đội. Vào ngày 9 tháng 3, Pogba đã ghi bàn thắng duy nhất trong chiến thắng 1–0 trước Sassuolo để đưa Juventus bỏ xa Roma 11 điểm trên bảng xếp hạng. [Ở lượt trận thứ hai của vòng 16 đội trước Borussia Dortmund, Pogba bị thay ra trong nửa đầu sau khi bị chấn thương gân kheo, và sau đó nghỉ hai tháng. Anh trở lại vào ngày 9 tháng 5, ghi bàn trong trận hòa 1-1 trên sân nhà trước Cagliari, khi Juventus ăn mừng danh hiệu Serie A thứ tư liên tiếp kể từ năm 2012. Ngày 13 tháng 5, Pogba giúp Álvaro Morata gỡ hòa vào lưới Real Madrid ở lượt đi bán kết Champions League; giúp Juventus giành chiến thắng 3–2 chung cuộc để tiến tới Chung kết Champions League lần đầu tiên sau 12 năm. Vào ngày 20 tháng 5, Pogba mở tỷ số khi họ đánh bại Lazio 2–1 tại Stadio Olimpico trong Chung kết Coppa Italia 2015. Vào ngày 6 tháng 6 năm 2015, Pogba bắt đầu chơi cho Juventus trong trận chung kết UEFA Champions League 2015 khi câu lạc bộ bị Barcelona đánh bại 1–3 tại sân Olympiastadion ở Berlin.
Vào ngày 15 tháng 7 năm 2015, Pogba được vinh danh vào danh sách rút gọn 10 cầu thủ cho Giải thưởng cầu thủ xuất sắc nhất châu Âu năm 2015 từ UEFA. Trong mùa giải 2015–16, anh được trao chiếc áo số 10 sau sự ra đi của Carlos Tevez, trước đó đã được mặc bởi Alessandro Del Piero, Roberto Baggio và Michel Platini. Vào ngày 8 tháng 8, anh kiến tạo một bàn thắng trong chiến thắng 2–0 của Juventus trước Lazio trong Supercoppa Italiana năm 2015. Vào ngày 12 tháng 8, anh đã xếp thứ 10 trong giải thưởng UEFA Best Player in Europe năm 2015. Vào ngày 31 tháng 10, Pogba xuất hiện lần thứ 100 tại Serie A trong chiến thắng 2–1 trước Torino ở Derby Turin, anh cũng ghi bàn mở tỉ số từ một pha volley ngoài vòng cấm. Vào ngày 24 tháng 11, Pogba được đề cử cho đội hình tiêu biểu của năm 2015 của UEFA, sau đó lọt vào đội hình chung cuộc vào ngày 8 tháng 1 năm 2016. Ba ngày sau, anh được vinh danh vào FIFA FIFPro World XI 2015. Pogba xuất sắc trong vị trí tiền vệ sáng tạo trong đội mình, giúp anh có nhiều thời gian kiểm soát bóng, và đóng một vai trò quan trọng trong việc giúp Juventus giành chức vô địch, ghi 8 bàn - thành tích tốt nhất ở Serie A, đồng thời kết thúc mùa giải với tư cách là vua kiến tạo tại Serie A, với kỷ lục cá nhân 12 kiến tạo, cùng với Miralem Pjanić.

### Trở lại Manchester United
Vào tuần đầu tháng 8 năm 2016, sau rất nhiều thông tin nhiễu loạn về thương vụ chuyển nhượng Paul Pogba từ Juventus sang Manchester United, cuối cùng trang chủ của Manchester United đã đưa ra thông báo cuối cùng. Theo hầu hết các tờ báo thể thao lớn trên thế giới, thương vụ này đã phá vỡ kỉ lục chuyển nhượng của Gareth Bale từ Tottenham sang Real Madrid trước đó khi Bale được bán với giá 100 triệu Euro (khoảng 86 triệu bảng Anh). Tuy nhiên, các báo lại mâu thuẫn với nhau về giá của Pogba. Giá của anh được cho là dao động từ 89 đến 100 triệu bảng Anh. Trong lần chuyển nhượng này, để có lợi nhiều nhất, siêu cò Mino Raiola đã tạo rất nhiều khó khăn cho Manchester United. Cuối cùng, theo các báo thể thao lớn trên thế giới, Manchester United phải trả cho Raiola trên 20 triệu bảng Anh để có được chữ ký của Pogba. 
2016-2018: Những năm đầu tiên tại ngôi nhà cũ
Trong trận gặp Leicester City ngày 24 tháng 9 năm 2016, anh đã ghi 1 bàn giúp cho Manchester United thắng 4-1, đây cũng là bàn thắng đầu tiên của Pogba cho Manchester United khi anh trở lại khoác áo câu lạc bộ này.
Một ngày trước trận derby Manchester, HLV Pep Guardiola của Manchester City tuyên bố rằng người đại diện của Pogba, Mino Raiola đã đề nghị Pogba chơi cho đội bóng của mình, điều mà Raiola từ chối. Vào ngày 7 tháng 4 năm 2018, trong trận derby Manchester tại sân Etihad, Pogba đã lập một cú đúp bàn thắng giúp Manchester United ngược dòng đánh bại gã hàng xóm 3–2 sau khi để thủng lưới 2 bàn trong hiệp một. Chiến thắng này cũng ngăn Manchester City vô địch Premier League sớm trước 6 vòng, dù sau đó họ đã lên ngôi khi United thua West Brom 0-1 tại sân nhà.

#### 2019-2022: Chấn thương và rời đội bóng
Mùa hè năm 2019, Pogba đã bóng gió rằng thời gian anh ở United sắp kết thúc khi cầu thủ này nói "đây có thể là thời điểm tốt để có một thử thách mới ở một nơi khác". Real Madrid và Juventus được cho đã có liên kết với Pogba. Tuy vậy, Pogba vẫn hoàn tất chuyến du đấu Hè 2019 khi cùng Man United bất bại ở cả sáu trận đấu. Đến cuối tháng 7, Manchester United đã từ chối lời đề nghị trị giá 27,6 triệu bảng kèm theo James Rodríguez từ Real Madrid cho Paul Pogba khi họ cảm thấy lời đề nghị này quá rẻ so với mức đánh giá của họ về cầu thủ người Pháp.
Trong trận mở màn của United tại Premier League vào ngày 11 tháng 8 năm 2019, Pogba đã có hai pha kiến tạo góp công lớn giúp Quỷ Đỏ đánh bại Chelsea 4-0. Ở trận đấu sau đó, Pogba đã đá hỏng một quả phạt đền khiến United bị Wolverhampton cầm hoà ngay trên sân nhà. Sau trận đấu này, Pogba đã bị phân biệt chủng tộc trên mạng xã hội.
Ngày 31 tháng 8, Pogba bị chấn thương mắt cá chân trong trận hoà 1-1 với Southampton, khiến anh không thể thi đấu trong vòng một tháng. Pogba trở lại đội hình United trong chiến thắng trên loạt đá luân lưu tại League Cup trước Rochdale. Sau đó, Pogba góp mặt trong trận hòa 1-1 với Arsenal, trận đấu này anh đã bị tái phát chấn thương cũng là trận đấu thứ 100 cho câu lạc bộ.
Vào tháng 5 năm 2020, huấn luyện viên Ole Gunnar Solskjær tuyên bố rằng Pogba hoàn toàn khoẻ mạnh để thi đấu khi bóng đá quay trở lại sau đại dịch COVID-19. Trong trận đấu đầu tiên của United sau đại dịch, Pogba vào sân thay người và kiếm được một quả phạt đền, Bruno Fernandes thực hiện thành công giúp Quỷ đỏ cầm hoà Tottenham Hotspur với tỷ số 1-1. Vào ngày 24 tháng 6, Pogba có lần đầu tiên trở lại đội hình xuất phát của United kể từ tháng 9 trong trận thắng 3-0 trên sân của Sheffield United.
Cuối mùa giải 2021-22, Pogba rời Manchester United sau những chấn thương dày đặc, cùng với đó là có mâu thuẫn với câu lạc bộ khiến Man United phải thanh lý hợp đồng sớm với anh.

### Trở lại Juventus
Paul Pogba trở lại Juventus vào mùa hè 2022 theo dạng tự do.
Mùa giải 2022-23: Chấn thương liên miên
Pogba bị rách sụn chêm trước thềm chuyến du đấu hè 2022 và buộc phải phẫu thuật khi các biện pháp vật lí trị liệu không giải quyết được vấn đề gì. Tới tháng 10 anh lại gặp chấn thương cơ đùi. Sau khi đăng tải bức hình đi trượt tuyết trong quãng thời gian dưỡng thương khi Juventus đang trong tình trạng nguy cập, một vài bộ phận người hâm mộ Juventus đã tẩy chay Pogba và yêu cầu cầu thủ này rời đi càng sớm càng tốt. Kết thúc mùa giải, anh chỉ có 10 lần ra sân và không có đóng góp gì cho đội bóng.

#### Mùa giải 2023-24: Dính doping và án phạt cấm thi đấu
Ngày 21 tháng 8 năm 2023, Pogba đã không vượt qua bài kiểm tra doping sau trận gặp Udinese và bị phát hiện có dùng chất cấm. Tổ chức chống doping Italia đã phát hiện Pogba dương tính với testosterone vào tháng 10. 
Dù đã có nhiều lời bào chữa tới từ anh nhưng vào ngày 1 tháng 3 năm 2024, Paul Pogba bị nhận án cấm thi đấu 4 năm tới từ tổ chức chống doping đồng nghĩa với việc anh sẽ không thi đấu tới năm 2028. Tuy nhiên, sau nhiều lần kháng cáo, Pogba đã được giảm án phạt xuống còn 18 tháng.

## Sự nghiệp quốc tế
Pogba là một cầu thủ trẻ quốc tế của Pháp và đã chính thức chơi cho cả U16, U17 và U18. Trước sự ra mắt quốc tế của mình, Pogba được huấn luyện viên Guy Ferrier chỉ định là đội trưởng của đội U16. Anh xuất hiện lần đầu trong đội trẻ quốc gia của mình vào ngày 23 tháng 9 năm 2008 trong trận mở màn của gặp đội bóng xứ Wales ở Llanelli. Pháp đã thắng 4-2. Dưới sự chỉ huy của Pogba, đội bóng đã có những chiến thắng ấn tượng trước Uruguay và Italy tại Tournoi du Val-de-Marne, và đánh bại đội Cộng hòa Ireland bằng tổng tỉ số 8-2 trong hai lượt đấu. Vào ngày 31 Tháng 1 năm 2009, anh ghi bàn đầu tiên tại đội trẻ quốc gia của mình trong trận chung kết năm với Na Uy vào năm 2009 tại Aegean Cup. Bàn thắng đã giúp tuyển Pháp dẫn trước 1-0 và đội thắng trận 2-1 để giành chiến thắng tại giải đấu. Pogba đã hoàn thành chiến dịch của U16 với 17 lần ra sân và 1 bàn thắng.
Liên quan đến cáo buộc vi phạm hợp đồng giữa anh với Le Havre, Pogba đã bị đình chỉ thi đấu quốc tế trong sáu tháng bởi Liên đoàn bóng đá Pháp. Kết quả là, Pogba đã bị tước băng đội trưởng và ra mắt với đội U17 ở cuối chiến dịch vào 13 Tháng hai 2010 gặp Anh ở Algrave Cup. Anh là một phần của đội ở giải vô địch bóng đá U17 châu Âu 2010 do UEFA tổ chức ghi cả hai bàn thắng cho đội tại giải đấu. Anh ghi bàn thắng duy nhất trong chiến thắng 1-0 của đội bóng trước Bồ Đào Nha ở vòng bảng và vòng chung kết, bàn thắng thứ hai của anh ghi trong trận thắng Anh 2-1 ở bán kết. Sau sự ra đi của huấn luyện viên Ferrier, Pogba đã được nhận lại chiếc băng đội trưởng từ HLV mới Pierre Mankowski. Mankowski trước đây là trợ lý của đội tuyển quốc gia dưới thời Raymond Domenech. Pogba ra mắt đội U18 vào 27 tháng 10, năm 2010 tại de Tournio Limoges trong một chiến thắng 4-1 trước Hy Lạp.
Tại vòng 16 đội World Cup 2014 tổ chức ở Brasil, anh ghi được bàn thắng vào lưới Nigeria ở phút thứ 79 của hiệp 2, giúp Pháp thắng chung cuộc với tỉ số 2-0 để giành quyền vào tứ kết trước khi để thua Đức (đội sau đó đã đăng quang) với tỉ số 0-1 bằng bàn thắng duy nhất của Mats Hummels. Qua đó anh được FIFA bầu chọn là cầu thủ trẻ xuất sắc nhất của giải đấu này.
Tại vòng tứ kết Euro 2016 diễn ra tại quê nhà Pháp, Pogba đã có bàn thắng đầu tiên tại giải đấu này bằng một cú đánh đầu ở phút thứ 43 của hiệp 1 trước Iceland, giúp đội tuyển Pháp thắng chung cuộc 5-2 để góp mặt tại vòng bán kết, nơi Pogba và các đồng đội đã có chiến thắng thuyết phục 2-0 trước đương kim vô địch thế giới Đức, giúp đội tuyển Pháp tiến vào trận chung kết gặp Bồ Đào Nha và chịu thất bại trước đối thủ với tỉ số 0-1.
Tại World Cup 2018, anh chỉ có được một bàn thắng trong trận thắng 4-2 trước Croatia ở trận chung kết, qua đó đội tuyển Pháp đăng quang lần thú hai trong lịch sử các vòng chung kết World Cup.
Tại Euro 2020, anh cũng chỉ có được một bàn thắng trong trận hòa 3-3 trước Thụy Sĩ ở vòng 16 đội, tuy vậy đội tuyển Pháp đã phải dừng bước tại giải này sau khi thất bại 4-5 trước chính đối thủ ở loạt đá penalty sau 120 phút thi đấu chính thức mặc dù Pogba thực hiện thành công lượt sút 11m đầu tiên của mình.
Anh cùng Pháp đăng quang UEFA Nations League 2021. Anh có một bàn thắng hụt vào cột dọc trong trận bán kết gặp Bỉ trước một quả đá phạt.
Pogba không được gọi lên đội tuyển Pháp trong chiến dịch World Cup 2022 vì chấn thương trước đó tại Juventus. 

## Thống kê sự nghiệp

### Câu lạc bộ
Tính đến 18 tháng 5 năm 2021
| Câu lạc bộ          | Mùa giải            | Giải vô địch quốc gia | Giải vô địch quốc gia | Giải vô địch quốc gia | Cúp quốc gia | Cúp quốc gia | Cúp Liên đoàn Anh | Cúp Liên đoàn Anh | Châu Âu | Châu Âu | Khác | Khác | Tổng cộng | Tổng cộng |
| Câu lạc bộ          | Mùa giải            | Hạng                  | Trận                  | Bàn                   | Trận         | Bàn          | Trận              | Bàn               | Trận    | Bàn     | Trận | Bàn  | Trận      | Bàn       |
| ------------------- | ------------------- | --------------------- | --------------------- | --------------------- | ------------ | ------------ | ----------------- | ----------------- | ------- | ------- | ---- | ---- | --------- | --------- |
| Manchester United   | 2011–12             | Premier League        | 3                     | 0                     | 0            | 0            | 3                 | 0                 | 1       | 0       | 0    | 0    | 7         | 0         |
| Manchester United   | Tổng cộng           | Tổng cộng             | 3                     | 0                     | 0            | 0            | 3                 | 0                 | 1       | 0       | 0    | 0    | 7         | 0         |
| Juventus            | 2012–13             | Serie A               | 27                    | 5                     | 2            | 0            | —                 | —                 | 8       | 0       | 0    | 0    | 37        | 5         |
| Juventus            | 2013–14             | Serie A               | 36                    | 7                     | 0            | 0            | —                 | —                 | 14      | 1       | 1    | 1    | 51        | 9         |
| Juventus            | 2014–15             | Serie A               | 26                    | 8                     | 4            | 1            | —                 | —                 | 10      | 1       | 1    | 0    | 41        | 10        |
| Juventus            | 2015–16             | Serie A               | 35                    | 8                     | 5            | 1            | —                 | —                 | 8       | 0       | 1    | 0    | 49        | 10        |
| Juventus            | Tổng cộng           | Tổng cộng             | 124                   | 28                    | 11           | 2            | —                 | —                 | 40      | 3       | 3    | 1    | 178       | 34        |
| Manchester United   | 2016–17             | Premier League        | 30                    | 5                     | 2            | 0            | 4                 | 1                 | 15      | 3       | —    | —    | 51        | 12        |
| Manchester United   | 2017–18             | Premier League        | 27                    | 6                     | 3            | 0            | 1                 | 0                 | 5       | 0       | 1    | 0    | 37        | 6         |
| Manchester United   | 2018–19             | Premier League        | 35                    | 13                    | 3            | 1            | 0                 | 0                 | 9       | 2       | —    | —    | 47        | 16        |
| Manchester United   | 2019–20             | Premier League        | 16                    | 1                     | 2            | 0            | 1                 | 0                 | 3       | 0       | —    | —    | 22        | 1         |
| Manchester United   | 2020–21             | Premier League        | 26                    | 3                     | 2            | 0            | 3                 | 1                 | 11      | 2       | —    | —    | 42        | 6         |
| Manchester United   | Tổng cộng           | Tổng cộng             | 134                   | 28                    | 12           | 1            | 9                 | 2                 | 43      | 7       | 1    | 0    | 199       | 38        |
| Tổng cộng sự nghiệp | Tổng cộng sự nghiệp | Tổng cộng sự nghiệp   | 261                   | 56                    | 23           | 3            | 12                | 2                 | 84      | 10      | 4    | 1    | 384       | 72        |

### Đội tuyển quốc gia
Tính đến ngày 10 tháng 10 năm 2021. 
| Đội tuyển quốc gia Pháp | Đội tuyển quốc gia Pháp | Đội tuyển quốc gia Pháp |
| Năm                     | Số lần ra sân           | Số bàn thắng            |
| ----------------------- | ----------------------- | ----------------------- |
| 2013                    | 7                       | 1                       |
| 2014                    | 15                      | 4                       |
| 2015                    | 5                       | 0                       |
| 2016                    | 17                      | 3                       |
| 2017                    | 5                       | 0                       |
| 2018                    | 15                      | 2                       |
| 2019                    | 5                       | 0                       |
| 2020                    | 6                       | 0                       |
| 2021                    | 14                      | 1                       |
| Tổng cộng               | 89                      | 11                      |

### Bàn thắng quốc tế
| #   | Ngày                 | Địa điểm                                       | Đối thủ    | Bàn thắng | Kết quả | Giải đấu                 |
| --- | -------------------- | ---------------------------------------------- | ---------- | --------- | ------- | ------------------------ |
| 1.  | 10 tháng 9 năm 2013  | Sân vận động Trung tâm, Gomel, Belarus         | Belarus    | 4–2       | 4–2     | Vòng loại World Cup 2014 |
| 2.  | 27 tháng 5 năm 2014  | Stade de France, Saint-Denis, Pháp             | Na Uy      | 1–0       | 4–0     | Giao hữu                 |
| 3.  | 30 tháng 6 năm 2014  | Sân vận động Mané Garrincha, Brasília, Brasil  | Nigeria    | 1–0       | 2–0     | World Cup 2014           |
| 4.  | 7 tháng 9 năm 2014   | Sân vận động Partizan, Belgrade, Serbia        | Serbia     | 1–0       | 1–1     | Giao hữu                 |
| 5.  | 11 tháng 11 năm 2014 | Stade de France, Saint-Denis, Pháp             | Bồ Đào Nha | 2–0       | 2–1     | Giao hữu                 |
| 6.  | 3 tháng 7 năm 2016   | Stade de France, Saint-Denis, Pháp             | Iceland    | 2–0       | 5–2     | Euro 2016                |
| 7.  | 10 tháng 10 năm 2016 | Amsterdam Arena, Amsterdam, Hà Lan             | Hà Lan     | 1–0       | 1–0     | Vòng loại World Cup 2018 |
| 8.  | 11 tháng 11 năm 2016 | Stade de France, Saint-Denis, Pháp             | Thụy Điển  | 1–1       | 2–1     | Vòng loại World Cup 2018 |
| 9.  | 27 tháng 3 năm 2018  | Sân vận động Krestovsky, Saint Petersburg, Nga | Nga        | 2–0       | 3–1     | Giao hữu                 |
| 10. | 15 tháng 7 năm 2018  | Sân vận động Luzhniki, Moskva, Nga             | Croatia    | 3–1       | 4–2     | World Cup 2018           |
| 11. | 28 tháng 6 năm 2021  | Arena Națională, Bucharest, România            | Thụy Sĩ    | 3–1       | 3–3     | Euro 2020                |

## Danh hiệu

### Câu lạc bộ

#### Juventus
- Serie A: 2012–13, 2013–14, 2014–15, 2015–16
- Coppa Italia: 2014–15, 2015–16
- Supercoppa Italiana: 2012, 2013, 2015
- Á quân UEFA Champions League: 2014–15

#### Manchester United
- EFL Cup: 2016–17
- UEFA Europa League: 2016–17
- Á quân Premier League: 2017–18, 2020–21

### Quốc tế

#### U-20 Pháp
- FIFA U-20 World Cup: 2013

#### Pháp
- FIFA World Cup: 2018
- UEFA Nations League: 2020-21

### Cá nhân
- Đội hình tiêu biểu Giải vô địch bóng đá U-17 châu Âu: 2010
- Đội hình tiêu biểu Giải vô địch bóng đá U-19 châu Âu: 2012
- Quả bóng vàng FIFA U-20 World Cup: 2013
- Golden Boy: 2013[14]
- Đội hình tiêu biểu Serie A: 2013-14, 2014-15, 2015-16
- Cầu thủ trẻ xuất sắc nhất FIFA World Cup: 2014[15]
- Giải thưởng Bravo: 2014
- Đội hình xuất sắc nhất năm của UEFA: 2015
- FIFA FIFPro World11: 2015
- Đội hình tiêu biểu UEFA Europa League: 2016–17
- Cầu thủ xuất sắc nhất UEFA Europa League: 2016–17
- PFA Team of the Year: Premier League 2018–19

### Khác
- Bắc Đẩu Bội tinh: 2018